# Флавия Полита
Флавия Полита (на латински: Flavia Pollitta; * 165, † 204) e благородничка от Древен Рим.

## Биография
Произлиза от фамилията Флавии и е дъщеря на Флавий Руфиниан (140 – 190/203) и съпругата му Антония Калисто (* 150).
Омъжва се за Тиберий Манилий Фуск от фамилията Манлии, който става през 194 г. първият управител на новата провинция в Сирия Syria Phoenice, суфектконсул 196 г. в отсъствие, in absentia, и консул 225 г. През 209/210 или 212/213 г. той е проконсул на Азия.
Двамата имат дъщеря Манилия Луцила (* 180), която се омъжва за Гай Цезоний Мацер Руфин (170 – 230) и става майка на Луций Цезоний Овиний Руфин Манилий Бас (суфектконсул 280 г.), който е баща на Цезоний Бас (консул през 317 г.) и на Цезония Манилия (* 275 г.), която се омъжва за Амний Аниций Юлиан (консул 322 г.).